# Pierre Nay
Pour les articles homonymes, voir Nay.
Pierre Lucien Nonnez-Lopes connu sous le nom de scène Pierre Nay (né le 6 novembre 1898 à Paris 16e et mort le 17 août 1978 à Quimper, dans le Finistère) est un acteur français.

## Biographie
Pierre Nay est le fils de l'acteur André Nonnez-Lopès dit André Nox (1869-1946) et le petit-neveu du dramaturge et romancier Georges de Porto-Riche (1849-1930).

## Filmographie
- 1928 : Verdun, visions d'histoire de Léon Poirier (3,600 m) - Le fils
- 1929 : Fécondité de Henri Étiévant et Nicolas Evreïnoff (2,500 m)
- 1929 : Quand l'ombre descend de Gennaro Dini (1,979 m)
- 1930 : Le Défenseur de Alexandre Ryder - Roger
- 1930 : Princes de la cravache de Marcel L. Wion - Ludger, l'entraîneur
- 1930 : Le Roi des resquilleurs de Pierre Colombier - René Francis
- 1930 : Roumanie, terre d'amour de Camille de Morlhon - Radu Olléano
- 1931 : Sous le casque de cuir de Albert de Courville - Le lieutenant des Roseaux
- 1931 : 77, rue Chalgrin de Albert de Courville - Carrington
- 1931 : Le Roi du camembert d'Antoine Mourre - Robert
- 1931 : Nuits de Venise de Robert Wiene et Pierre Billon
- 1931 : Une histoire entre mille de Max de Rieux - Le gigolo
- 1931 : Ceux du "Viking" de Varick Frissell et René Ginet - Luck
- 1932 : L'École des chauffeurs de Joseph Guarino-Glavany - court métrage -
- 1932 : Extase de Gustav Machatý - Le jeune homme
- 1932 : Pomme d'amour de Jean Dréville - Maxime
- 1932 : L'Amour et la Veine de Monty Banks
- 1933 : Le Tunnel de Kurt Bernhardt - Hobby, l'ami des "Mac-Allan"
- 1933 : Professeur Cupidon de Robert Beaudoin et André Chemel - Le châtelain
- 1934 : Les Deux Mousquetaires de Nini de Max de Rieux - court métrage -
- 1934 : Lui… ou… elle de Roger Capellani - court métrage -
- 1934 : Les Filles de la concierge de Jacques Tourneur - Jacques
- 1935 : Escale de Louis Valray - Jean
- 1935 : Adémaï au Moyen Âge de Jean de Marguenat
- 1935 : Le Rapide 713 de Georges Freedland - court métrage - Le chauffeur
- 1936 : L'Enfant du Danube de Charles Le Derle et André Alexandre - Serge
- 1936 : L'Appel du silence de Léon Poirier - Le marquis de Morès
- 1937 : Sœurs d'armes de Léon Poirier
- 1937 : À minuit, le 7 de Maurice de Canonge - Un journaliste
- 1937 : Les Pirates du rail de Christian-Jaque - Bernard
- 1938 : Mirages ou Si tu m'aimes  de Alexandre Ryder - Charles
- 1938 : La Marseillaise de Jean Renoir - Dubouchage
- 1938 : Café de Paris de Yves Mirande
- 1938 : Gibraltar (film, 1938) de Fédor Ozep
- 1938 : Le Héros de la Marne de André Hugon
- 1938 : Port Arthur de Nicolas Farkas
- 1938 : La règle du jeu de Jean Renoir - Saint-Aubin
- 1938 : Le Ruisseau de Maurice Lehmann et Claude Autant-Lara
- 1938 : Ultimatum de Robert Wiene
- 1939 : Jeunes Filles en détresse de Georg Wilhelm Pabst
- 1939 : Coups de feu de René Barberis
- 1939 : Cas de conscience de Walter Kapps
- 1939 : La Brigade sauvage de Jean Dréville
- 1939 : Brazza ou l'Épopée du Congo de Léon Poirier